# Thoughts of No Tomorrow
Thoughts of No Tomorrow är den svenska metalgruppen Avatar's debutalbum från 2006. Utgivet av Gain Records.

## Låtlista
1. Bound To The Wall
2. And I Bid You Farewell
3. Last One Standing
4. War Song
5. The Willy
6. My Shining Star
7. My Lie
8. Stranger
9. The Skinner
10. Sane?
11. Slave Hive Meltdown

## Banduppsättning
- Johannes Eckerström - sång
- Jonas Jarlsby - gitarr
- Simon Andersson - gitarr
- Henrik Sandelin - bas
- John Alfredsson - trummor